# El Seibo (prowincja)
El Seibo – jedna z 32 prowincji Dominikany. Stolicą prowincji jest miasto El Seibo.

## Opis
Prowincja położona na wschodzie Dominikany, zajmuje powierzchnię 1 788  km² i liczy 87 680 mieszkańców 1 grudnia 2010.

## Gminy
| Lp.     | Gmina                           | Liczba ludności (2010) | Powierzchnia (km²) |
| ------- | ------------------------------- | ---------------------- | ------------------ |
| 1       | El Seibo (Santa Cruz del Seibo) | 66 867                 | 1 345              |
| 2       | Miches                          | 20 813                 | 444                |
| Łącznie |                                 | 87 680                 | 1 788              |